# (6017) Robertmorehead
(6017) Robertmorehead est un astéroïde de la ceinture principale.

## Description
(6017) Robertmorehead est un astéroïde de la ceinture principale. Il fut découvert le 7 août 1991 à l'observatoire Palomar, situé au nord de San Diego en Californie, par H. E. Holt. Il présente une orbite caractérisée par un demi-grand axe de 2,30 UA, une excentricité de 0,14 et une inclinaison de 4,71° par rapport à l'écliptique.

## Compléments